# Каприли (Ђенова)
Каприли је насеље у Италији у округу Ђенова, региону Лигурија.
Према процени из 2011. у насељу је живело 5 становника. Насеље се налази на надморској висини од 844 м.